# 小鎮突襲
《小鎮突襲》（英語：Suddenly）是一部2013年加拿大和美國合拍的驚悚片，1954年電影《突然》的重拍版；講述一群刺客冒充美國特勤局探員，意圖刺殺在一座小鎮停駐的美國總統，而一名女子的住宅則是絕佳狙擊點。為此刺客們佔領了該房子並囚禁了一家人，唯有一名警察率先發現這個祕密。電影由烏維·鮑爾執導，雷·李歐塔、艾琳·卡普拉克、麥可·派瑞和多明尼克·柏塞爾主演。
《小鎮突襲》2013年8月8日在加拿大上映，2013年9月17日在美國有限上映，同步發行了DVD及藍光光碟，其他國家多數以DVD首映為主。電影口碑收穫普遍差評。

## 劇情
寡婦愛倫和父親彼得以及兒子皮奇住在山間小鎮薩登利（Suddenly），經常喝酒鬧事的退伍軍人陶德·蕭則是小鎮副警長，並對愛倫抱有好感，他也曾是愛倫戰死丈夫的同袍。某日，警局得知美國總統將短暫停駐薩登利，以到山上的狩獵場休閒，因此陶德與同事開始忙著協助美國特勤局封鎖小鎮周遭。以巴隆、康克林、威勒和維吉爾組成的四名刺客冒充特勤局，打算在此期間對總統下手；但他們之間出現了信任危機，導致巴隆在出發前殺死了維吉爾。
巴隆、康克林和威勒發現愛倫的房子是狙擊總統的絕佳地點，因此他們佔領了此處並將愛倫、彼得和皮奇挾為人質。發現不對勁的陶德前來關心愛倫，但被威勒打發；離開前被關在地下室的愛倫呼救，導致陶德與康克林展開纏鬥，但巴隆將愛倫當人質而讓陶德投降，愛倫和陶德同在房子裡被綁住。但此前，年邁的彼得心臟病發而亡，這令試圖搶救的康克林感到不妥。陶德發現對現況不滿的巴隆等人來自一個神秘組織。康克林識破巴隆，原來他們四人早被組織放棄，但巴隆仍執意行動。
皮奇試圖逃脫後遇見了正來愛倫家修理電路的電工，但兩人被威勒逮到並帶往愛倫家。總統的路線似乎有變，康克林對巴隆表示他們該放棄計畫，並對巴隆的迷失表達了不滿，但巴隆卻槍殺了康克林。電工誘導威勒被通電而亡，並幫助陶德和愛倫掙脫束縛；巴隆制伏陶德後，決定自行持狙擊槍暗殺總統。此時，總統已來到小鎮並站上講台演講；巴隆在房子閣樓瞄準目標後開了槍，但被陶德及時阻止，導致子彈僅擊中了總統的右臂，令總統急忙被護送回車內，到訪活動終止。
陶德與巴隆展開纏鬥；當陶德處於下風之時，皮奇用一把手槍打中了巴隆，導致對方身亡，陶德上前安慰皮奇並護送他下樓；此前陶德從巴隆手機發現了一個打不通的未知號碼。據新聞報導，總統平安，而槍擊總統的刺客已持槍自殺，動機不明。

## 演員
- 雷·李歐塔飾演陶德·蕭（Tod Shaw）
- 艾琳·卡普拉克（英语：Erin Karpluk）飾演愛倫（Ellen）
- 麥可·派瑞飾演康克林（Conklin）
- 多明尼克·柏塞爾飾演巴隆（Baron）
- 泰隆·萊佐（英语：Tyron Leitso）飾演威勒（Wheeler）
- 唐·麥凱（Don MacKay）飾演彼得（Pete）
- 柯爾·寇克（Cole Coker）飾演皮奇（Pidge）
- 史帝夫·巴西克（英语：Steve Bacic）飾演丹·卡尼（Dan Carney）
- 蓋瑞·喬克（英语：Garry Chalk）飾演葛蘭警長（Sheriff Grant）
- 布萊登·佛雷切飾演安德森副警長（Deputy Anderson）
- 達里爾·沙特爾沃斯（英语：Daryl Shuttleworth）飾演奈特（Nate）
- 克里斯·希爾茲（Chris Shields）飾演美國總統
- 艾德·安德斯（Ed Anders）飾演維吉爾探員（Agent Virgil，未掛名）

## 外部連結
- 互联网电影数据库（IMDb）上《小鎮突襲》的资料（英文）